# المغرب.
المغرب. является вторым национальным доменом верхнего уровня для Марокко.
Этот ДВУ для Марокко будет предназначен для доменных имен на местном языке с использованием арабских символов. ДВУ المغرب. был зарегистрирован и одобрен для этой цели и был делегирован Марокко в апреле 2011 года, однако он ещё не активен (2015 год), и домены второго уровня ещё не были предоставлены.